# Blizzard de l'Opaskwayak Cree Nation
Le Blizzard de l'Opaskwayak Cree Nation est une équipe de hockey sur glace d'Amérique du Nord. L'équipe évolue dans la Ligue de hockey junior du Manitoba (désignée par le sigle LHJM) et est basée à Le Pas dans la province du Manitoba au Canada.

## Historique
L'équipe est créée en 1996 par la Nation crie d'Opaskwayak, une Première Nation. Opaskwayak est un terme inuit qui signifie « où les deux rivières se rencontrent ».

## Palmarès
L'équipe remporte la Coupe Turnbull en tant que champions de la LHJM en 1999, 2000, 2001, 2002 et 2003. Par la suite, le champion de la LHJM affronte le champion de la Ligue de hockey junior de la Saskatchewan pour la Coupe Anavet. L'équipe de l'OCN remporte le trophée en 2002. mais perd par la suite lors du tournoi de la Coupe de la Banque royale. Troisième de la phase de poule, l'OCN perd en demi-finale contre les Chiefs de Langley de la Ligue de hockey de la Colombie-Britannique.